# Kuduragere, Bangalore North
Kuduragere là một làng thuộc tehsil Bangalore North, huyện Bangalore Urban, bang Karnataka, Ấn Độ.